# Wierzchowiska Drugie (województwo mazowieckie)
Wierzchowiska Drugie – wieś sołecka w Polsce położona w województwie mazowieckim, w powiecie lipskim, w gminie Sienno.
| SIMC    | Nazwa                 | Rodzaj    |
| ------- | --------------------- | --------- |
| 1054593 | Wierzchowiska Trzecie | część wsi |

Do 1930 roku istniała gmina Wierzchowiska. W latach 1975–1998 miejscowość należała administracyjnie do województwa radomskiego.
Historia wsi jest wspólna dla Wierzchowisk Pierwszych i Drugich. Począwszy od wieku XV tj. czasu lokacji wsi w dokumentach historycznych występuje wieś Wierzchowiska.
Wierni Kościoła rzymskokatolickiego z Wierzchowiska Trzeciego należą do parafii Matki Boskiej Częstochowskiej w Gozdawie.